# So nah wie du
So nah wie du ist das zweite Studioalbum der deutschen Schlagersängerin Helene Fischer. Das Album wurde am 29. Juni 2007 in Deutschland veröffentlicht.

## Geschichte
Auch auf ihrem zweiten Album setzte Fischer die erfolgreiche Zusammenarbeit mit Jean Frankfurter als Produzenten und Songschreiber fort. Die Texte wurden von Irma Holder, Kristina Bach und Tobias Reitz geschrieben. Wiederum nahm Frankfurter das Album mit Fischer in seinem Taunusstudio auf. Die Gitarre spielte Johan Daansen, die Keyboards spielte Frankfurter selbst. Dem Album folgte ein erstes Fernsehspecial über die Sängerin sowie die erste Solo-Tournee.

## Rezeption
Das Album erreichte Platz fünf in Deutschland, Platz sieben in Österreich und Platz 45 in der Schweiz. Später wurde es in Deutschland mit Fünffachgold, in Österreich mit Platin und in der Schweiz mit Gold zertifiziert.

## Titelliste
1. Fantasie hat Flügel – 3:12
2. Du hast mein Herz berührt – 3:28
3. Mitten im Paradies – 3:26
4. So nah wie du – 3:49
5. Hinter den Tränen – 3:38
6. Du fängst mich auf und lässt mich fliegen – 4:00
7. Mut zum Gefühl – 3:54
8. Das Karussell in meinem Bauch – 3:16
9. Im Kartenhaus der Träume – 3:26
10. Zwischen Himmel und Erde – 4:09
11. Und ich vermiss dich auch – 3:19
12. Schatten im Regenbogenland – 3:49
13. Ich glaub dir hundert Lügen – 3:21
14. Wo das Leben tanzt – 3:41